# Magnolia montana
Espèce
Statut de conservation UICN

 DD  : Données insuffisantes
Magnolia montana est une espèce de plantes à fleurs de la famille des Magnoliaceae. C'est un arbre trouvé dans l'ouest de la Malésie.

## Description
C'est un arbre.

## Répartition et habitat
L'espèce est trouvée de l'ouest de la Malésie jusqu'aux Petites îles de la Sonde : Bali, Bornéo, Java, Petites îles de la Sonde, Malaisie, Sumatra.
Elle pousse en milieu tropical humide.